# Tomten ge mig svar
Tomten ge mig svar, skriven av Edward Marshall och Edward Marshall och L. Valter, är en julsång som i original heter "Venus" och bland annat spelats in av Sten & Stanley/Sten Nilsson ihop med Juana Bergman 1986 . Sången handlar om ett barn och en vuxen som väntar på jultomten och tänder en lykta. Den vuxne minns en ångmaskin den fick för länge sedan, men som ännu fungerar. När tomten kommer får barnet en docka, och den vuxne får en ångmaskin till men ger den till barnet.